# Obavještajna agencija
L'Obavještajna agencija est un ancien service de renseignements de la Croatie. Fondée en 2002 (loi n° 200-01/02-01/01, confirmée par un vote du Parlement) sous la présidence de Stjepan Mesić, elle n’intervient qu’à l’étranger. Elle succède aux services de renseignements de l’ère Tuđman, qui eux-mêmes succédaient aux agences de l’ex-Yougoslavie.
Elle a été remplacée en 2006 par la Sigurnosno-obavještajna agencija.